# Курінний отаман
Курінни́й отама́н — в Україні виборна особа, що очолювала курінь:
- У Запорозькій Січі (16-18 ст.) обирався на курінних сходках терміном на 1 рік. Курінний отаман відав господарством, коштами куреня та здійснював управління його справами, зокрема, забезпечував свій курінь боєприпасами, харчами, включав новоприбулих до козацьких списків (компутів) тощо.
- У Гетьманщині в 17-18 ст. — курінний отаман очолював найнижчу адміністративно-територіальну ланку — курінь (полк-сотня-курінь). Керував військовими, організаційними і адміністративними справами. Підпорядковувався сотенному правлінню. Фактично призначався сотенною і полковою адміністрацією. Призначення курінних отаманів оформлялося гетьманським універсалом.
- В Армії Української Народної Республіки 1917-21 — військове звання старшинського складу
- Функційне звання УПА в 1942-44.